# Cymothales vanharteni
Cymothales vanharteni är en insektsart som beskrevs av Hölzel 2001. Cymothales vanharteni ingår i släktet Cymothales och familjen myrlejonsländor. Inga underarter finns listade i Catalogue of Life.